# Braniff International Airways

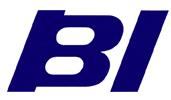
Beeldmerk van 1965 tot 1982

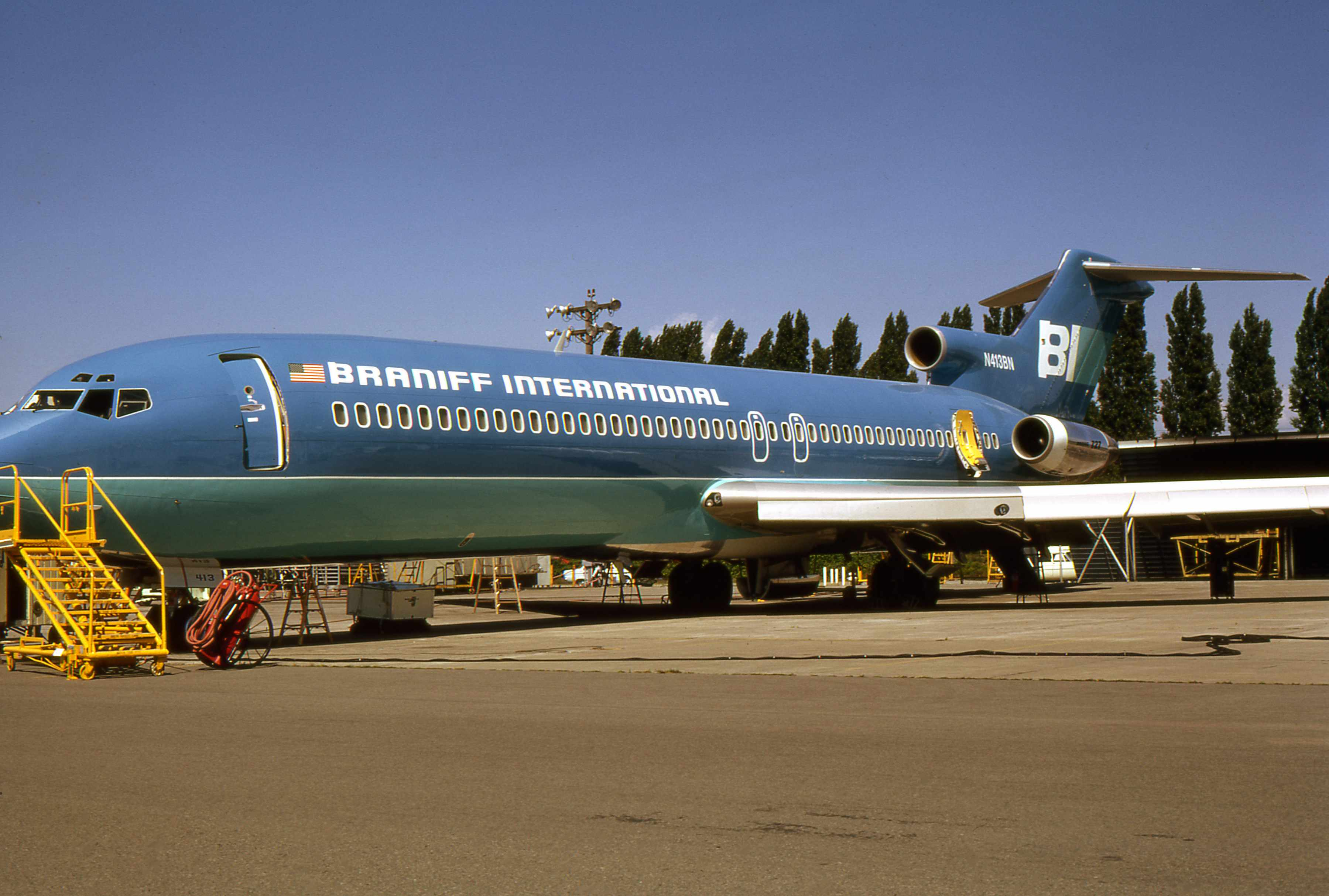
Braniff International Boeing 727

Braniff International Airways is een voormalige Amerikaanse luchtvaartmaatschappij. Het bedrijf ontstond in 1928 en stopte op 12 mei 1982, onder andere wegens stijgende brandstofprijzen en zware concurrentie. Braniff verzorgde diensten in het Middenwesten van de Verenigde Staten, Panama, Zuid-Amerika, Europa en Azië.
Braniff International Airways is opgericht door de gebroeders Braniff als Tulsa-Oklahoma City Airways, en bood toen reizen aan tussen steden in Oklahoma. 

## Trivia
- De Amerikaanse televisieserie South Park gebruikt het logo van Braniff International Airways als bumper.